# Hugh Masekela
Hugh Ramopolo Masekela (Witbank, 4 aprile 1939 – Johannesburg, 23 gennaio 2018) è stato un musicista, cantante e trombettista sudafricano.
Virtuoso della tromba, del flicorno e della cornetta viene annoverato fra i musicisti che hanno contribuito all'evoluzione della musica jazz nel XX secolo. La sua discografia include diverse decine di album solisti e numerosissime collaborazioni con altri artisti di fama internazionale.

## Biografia

### Gioventù
Masekela iniziò fin da bambino a suonare il pianoforte, e già da giovanissimo si fece una cultura musicale in campo jazz ascoltando i grandi della musica afroamericana come Louis Armstrong, Bessie Smith, Ella Fitzgerald, Duke Ellington, Cab Calloway, Billie Holiday, Miles Davis e Dizzie Gillespie. In seguito, Masekela osservò che il suo amore per gli artisti neri statunitensi conteneva anche un elemento politico:
(Hugh Masekela)
A 14 anni, dopo aver visto il film Chimere (in cui Kirk Douglas interpretava il trombettista statunitense Bix Beiderbecke), decise di suonare la tromba. La prima tromba gli fu donata dall'arcivescovo Trevor Huddleston, un noto critico del regime dell'apartheid. Lo stesso Huddleston presentò Masekela al direttore della banda municipale di Johannesburg, che acconsentì a insegnargli lo strumento. Masekela imparò molto rapidamente, e poco tempo dopo formò con alcuni compagni di scuola il gruppo musicale "Father Huddleston Band", che fu la prima orchestra jazz giovanile del Sudafrica e che incise alcuni brani nel 1956.
Negli anni successivi Masekela suonò in numerose orchestre jazz, sotto la direzione di musicisti affermati come Zakes Nkosi, Ntemi Piliso, Elijah Nkwanyana e Kippie Moeketsi, per approdare nel 1956, non ancora ventenne, nell'orchestra African Jazz Revue di Alfred Herbert.

### Successo in Sudafrica
Nel 1958 suonò in tour con i Manhattan Brothers, e attraverso di loro venne scritturato per il celebre musical King Kong di Todd Matshikiza, nel cui cast compariva, tra l'altro, anche un'altra stella nascente della musica sudafricana, Miriam Makeba, futura moglie di Masekela. Con King Kong Masekela suonò in tutti i più importanti teatri del Sudafrica, e anche all'estero (lo spettacolo andò in scena diverse volte a Londra). Nello stesso periodo Masekela incise un album con John Mehegan, pubblicato col titolo Jazz in Africa.
Alla fine del 1959, Masekela fondò un gruppo musicale chiamato Jazz Epistles, insieme ad Abdullah Ibrahim, Kippie Moekesti, Makhaya Ntshoko e Johnny Gertze. Gli "Epistles" furono il primo gruppo jazz sudafricano a incidere un LP, e i loro concerti a Johannesburg e Città del Capo fecero grandi incassi fino alla metà del 1960.
Il 21 marzo 1960, gli eventi sanguinosi del massacro di Sharpeville e il successivo inasprirsi del regime dell'apartheid convinsero Masekela a espatriare. Fu aiutato da Huddleston e da Yehudi Menuhin e John Dankworth, che lo fecero accettare alle Guildhall School of Music di Londra.

### Successo internazionale
In realtà Masekela non frequentò la Guildhall, ma si trasferì negli Stati Uniti, dove conobbe Louis Armstrong, che tempo prima gli aveva inviato una tromba in regalo e divenne amico di Harry Belafonte e di jazzisti come Dizzie Gillespie e Miles Davis. Belafonte e Miriam Makeba (che si era trasferita in America qualche anno prima) introdussero Masekela presso le case discografiche. Nel 1963 incise il suo album di debutto, Trumpet Africaine, e l'anno successivo sposò Makeba. Il successo venne nel 1965 con l'album dal vivo The Americanization of Ooga-Booga, prodotto da Tom Wilson (già produttore di Bob Dylan e Simon & Garfunkel). Nel 1966 Makeba e Masekela divorziarono, e quest'ultimo si trasferì a Los Angeles. Qui consolidò la sua immagine di musicista di successo attraverso una serie di collaborazioni prestigiose (suonò tra l'altro con i Byrds e Bob Marley) e producendo una serie di fortunati album solisti, fra cui Alive and Well at the Whisky (1967) e Promise of a Future, che conteneva il singolo Grazing in the Grass (1968), che vendette quattro milioni di copie e giunse al primo posto nelle classifiche statunitensi per due settimane. Nei primi anni settanta Masekela era ormai una celebrità, e i suoi concerti registravano il tutto esaurito in tutti gli Stati Uniti.

### Ritorno in Africa
In questo periodo Masekela decise di tornare in Africa, vivendo per qualche tempo in Guinea, poi in Liberia, in Ghana, nello Zaire e in Nigeria. In questi anni incise una serie di album considerati fra i più innovativi della sua carriera insieme ad altri artisti di spicco della scena musicale africana come Dudu Pukwana, Fela Kuti e Herp Albert; a questo periodo risalgono per esempio brani come Home Is Where the Music Is, The Marketplace, Ashiko, e Stimela (The Coal Train), uno dei classici di Masekela, dedicato ai lavoratori delle miniere di Johannesburg. Nel 1980, Masekela e Miriam Makeba suonarono insieme in uno storico concerto di Natale in Lesotho, di fronte a un pubblico di 75.000 persone.
Nel 1981 Masekela si trasferì in Botswana, poco lontano dal confine del Sudafrica, dove creò una scuola di musica (la Botswana International School of Music) e uno studio discografico. In questo periodo Masekela iniziò a fondere il proprio stile con elementi tratti dalla musica etnica dell'Africa meridionale, soprattutto dal mbaqanga zulu ma anche dalla tradizione musicale xhosa, tswana e di altre etnie. Con la sua orchestra Kalahari incise numerosi album di successo, incluso Techno Bush, che conteneva il fortunato singolo Don't Go Lose It Baby (1986). Poco tempo dopo, le azioni di rappresaglia messe in atto dal governo del Sudafrica contro il Botswana (accusato di proteggere "campi di addestramento dei comunisti") costrinsero Masekela a ritirarsi nel Regno Unito.

### Free Comunista
In Inghilterra Masekela scrisse il musical di successo Sarafina! insieme a Mbongeni Ngema. Nel 1986 incise con l'orchestra Kalahari un altro singolo di grande successo, Bring Him Back Home, in favore della campagna per la scarcerazione di Nelson Mandela, e che divenne uno degli inni della campagna Free Mandela. In seguito partecipò al tour di Paul Simon per l'album Graceland insieme a Miriam Makeba e Ladysmith Black Mambazo.
Nel 1990 il regime dell'apartheid volgeva al termine; venne tolto il bando sui partiti politici dei neri e Mandela fu scarcerato. Masekela decise di rientrare in Sudafrica e fece il tutto esaurito nelle principali città del paese con il tour di quattro mesi Sekunjalo This Is It.

### Ultimi anni e morte
Masekela rimane uno degli artisti africani di maggior successo sia in patria che a livello internazionale; i suoi album più recenti, come Black to the Future e Sixty, hanno spesso raggiunto lo status di disco di platino.
Sfruttando la sua posizione sul mercato discografico, Masekela si è dedicato spesso a promuovere artisti sudafricani emergenti, anche attraverso la sua etichetta discografica, la Chissa Entertainment.
Nel 2003 Masekela è comparso nel documentario Amandla! A Revolution in Four Part Harmony, e l'anno successivo ha pubblicato la sua autobiografia, Still Grazin': The Musical Journey of Hugh Masekela.
Masekela è morto nel gennaio 2018 per tumore alla prostata.

## Discografia parziale
- Trumpet Africaine (Mercury 1963)
- Grrr (Mercury 1965, pubblicato anche col titolo Hugh Masekela)
- The Americanization of Ooga Booga (MGM 1966, pubblicato anche come 24 Karat Hits e The Lasting Impressions of Ooga Booga)
- Hugh Masekela's Next Album (MGM 1966)
- The Emancipation of Hugh Masekela (UNI 1966)
- The Lasting Impression of Hugh Masekela (MGM 1968)
- Hugh Masekela's Latest (UNI 1967)
- Hugh Masekela is Alive and Well at the Whiskey (UNI 1967)
- The Promise of a Future (Uni 1968, pubblicato anche con i titoli Stimela, Still Grazing: The Musical Journey of Hugh Masekela e The Best of Hugh Masekela)
- Masekela (Uni 1968)
- Reconstruction (Chisa 1970)
- Hugh Masekela & Union of South Africa (Chisa 1971)
- Home Is Where the Music Is (Chisa 1972, pubblicato anche col titolo The African Connection)
- I Am Not Afraid (Chisa 1974)
- The Boy's Doin' It (Casablanca 1975)
- Colonial Man (Casablanca 1976)
- Melody Maker (Casablanca 1976)
- You Told Your Mama Not to Worry (Casablanca 1977)
- Live in Lesotho (Down South 1980)
- Home (Moonshine 1982)
- Techno Bush (Jive Afrika 1984)
- Waiting for the Rain (Jive/Arista 1985)
- BBC Radio I Live in Concert (Strange Fruit 1985, pubblicato anche col titolo Live at the BBC)
- Tomorrow (Warner 1986)
- Sarafina! (Shanachie 1987)
- Uptownship (Novus 1989)
- In Concert - Vukani (BMG 1990)
- Beating' Around the Bush (Novus 1992)
- Homecoming Concert (Shanachie 1991, pubblicato anche col titolo Homecoming Concert: Sekunjalo e Hugh Masekela Live - Sekunjalo)
- Hope (live, Triloka 1993)
- Notes of Life (Columbia 1995)
- Black to the Future (Sony Jazz 1997)
- The Best of Hugh Masekela on Novus (RCA 1999)
- Sixty (Sony Jazz 2000)
- Grazing in the Grass: The Best of Hugh Masekela (Sony 2000, pubblicato anche col titolo Greatest Hits)
- Time (Sony Jazz 2001)
- Almost Like Being in Jazz (Straight Ahead 2004)
- Revival (Heads Up 2004)
- The Chisa Years: 1965-1975 (BBE 2006)
- Live at the Market Theatre (Four Quarters End 2006)
- The Best of Hugh Masekela (Jive 2007)

### Con i Jazz Epistles
- Jazz Epistle: Verse 1 (Continental 1959)

### Con Herb Alpert
- Herb Alpert/Hugh Masekela (Horizon 1978)
- Main Event Live (A&M 1978)

### Collaborazioni
- John Mehegan, Jazz in Africa (Continental 1959)
- King Kong: The Original Stage Cast (1959, pubblicato da Gallo Records nel 1991)
- The Long Road to Freedom: An Anthology of Black Music (Buddah)
- Miriam Makeba, The Many Voices of Miriam Makeba (Kapp 1962)
- Harry Belafonte, The Many Moods of Belafonte (RCA)
- Miriam Makeba, The World of Miriam Makeba (RCA 1963)
- Miriam Makeba, The Voice of Africa (RCA 1964)
- Miriam Makeba, Makeba Sings! (RCA 1965)
- Harry Belafonte e Miriam Makeba, An Evening with Belafonte/Makeba (RCA 1965)
- The Byrds, Younger Than Yesterday (Columbia 1966)
- The Monterey International Pop Festival
- Stu Gardner, To Soul with Love (Revue 1967)
- Johannesburg Street Band, Dancin' Through the Streets (UNI 1968)
- Letta Mbulu, Letta (Chisa 1970)
- Hedzoleh Soundz, Introducing Hedzoleh Soundz (Chisa 1973)
- When We Were Kings (DAS/Mercury 1974)
- Johnny Nash, Tears of My Pillow (CBS 1975)
- Randy Crawford, Everyhing Must Change (Warner Bros. 1976)
- Lamont Dozier Dozier, Peddlin' Music on the Side (Warner Bros. 1977)
- Miriam Makeba, Country Girl (Disques Esperance 1978)
- Ralph MacDonald, The Path (Marlin 1978)
- Eric Gale, Blue Horizon (Elektra Musician 1982)
- African Sounds for Mandela (Tsafrika 1983)
- Sakhile, New Life (Jive Afrika 1984)
- Barney Rachabane, Blow Barney Blow (Jive Afrika 1985)
- Jewel of the Nile (1985)
- Blancmange, Believe You Me (Sire 1985)
- Aswad, To the Top (Mango 1986)
- Manu Dibango, Afrijazzy (Enemy 1986)
- Artists Against Apartheid, Freedom Beat (Video Arts 1986)
- Kiki Dee, Angel Eyes (Columbia 1986)
- Paul Simon, The Graceland Concert (Warner 1987)
- Miriam Makeba, Sangoma (Warner Bros. 1987)
- Hamiet Bluiett, Nali Kola (Soul Note 1987)
- Marc V., Too True (Elektra 1988)
- Ziggy Marley and the Melody Makers, Conscious Party (Virgin 1988)
- Mbongeni Ngema, Time to Unite (Mango 1988)
- Sarafina! The Music of Liberation (RCA 1988)
- Sipho Mabuse, Chant of the Marching (Virgin 1989)
- Dave Grusin, Migration (GRP 1989)
- Paul Simon, The Rhythm of the Saints (Warner Bros. 1989)
- Jonathan Butler, Deliverance (Jive 1990)
- Miriam Makeba, Eyes on Tomorrow (Polydor 1991)
- 29th Street Saxophone Quartet, Underground (Antilles 1991)
- Ivan Lins, Awa Iyô (Reprise 1991)
- René McLean, In African Eyes (Triloka 1992)
- Cyndi Lauper, Hat Full of Stars (Epic 1993)
- Sekunjalo - Now Is the Time - The Official ANC Album (Mango 1993)
- Tandie Klaasen, Together As One (HKM 1995)
- Johannesburg[8] (AEC AN 1995)
- Mandela: Son of Africa, Father of a Nation (Mango 1995)
- Simply Red, Life (Eastwest 1995)
- Place of Hope (Warner Bros. 1995)
- MarcAlex, Enjoy (Gallo 1995)
- Rebecca Malope, Live at the State Theater (CCP 1995)
- Hedzoleh Soundz, Wala (Alive) (Edzo 1996)
- Brenda Fassie, Brenda Fassie Live (VBREN1 1996, in VHS)
- Stewart Sukuma, Afrikiti (Tropical Music 1998)
- Wendy Mseleku, Powerhouse (Columbia 1999)
- Smooth Africa (Heads Up 1999)
- Jazz Crusaders, Power of Our Music: The Endangered Red Species (Indigo Blue 1999)
- Themba Mkhize, Tales from the South (Sony Jazz 1999)
- Family Factor, Deliverance (Epic 1999)
- Sibongile Khumalo, Immortal Secrets (Columbia 2000)
- Orlando Cachaíto López, Cachaito (World Circuit/Nonesuch 2001)
- South Africa Freedom Day: Concert on the Square (Image Entertainment 2001, VHS e DVD)
- Umoja: The Spirit of Togetherness (Sting 2001)
- Brothers of Peace, Zabalaza: Project B (Kalawa-Jazmee 2001)
- Jimmy Dludlu, Afrocentric (Universal 2001)
- Prisca Molotsi, Where Are You Going? (Jigsaw 2001)
- Joy Denalane, Mamani (Four Music 2002)
- Tsepo Tshola, A New Dawn (Columbia 2002)
- Ten Minutes Older: The Trumpet (Colosseum 2002)
- Amdanla! A Revolution in Four-Part Harmony (ATO)
- Jeff Maluleke, Mambo: The Collection (CCP 2003)
- Busi Mhlongo, Freedom (Columbia Chissa 2003)
- Mafikizolo, Kwela (Kalawa-Jazmee 2003)
- Solidarity Forever: A Tribute to South African Workers by South African Artists (Gallo 2003)
- Andy Narell and Calypsociation, The Passage (Heads Up 2003)
- Enzo Avitabile e Botari, Save the World (Wrasse 2004)
- The Trio, My Pride, My Joy (Kisanji 2004)
- Poncho Sanchez, Do It! (Concord Picante 2004)
- Spikiri, Spiyanko (Vega 2005)
- Tsepo Tshola, Winding Rivers and Waterfalls (Chissa/Heita 2005)
- Ladysmith Black Mambazo, Long Walk to Freedom (Heads Up 2005)
- Ngwako, Ramelodi (Chissa 2005)
- Corlea, Shades of the Rainbow (Chissa 2005)
- In for a Mez, Rocking the Cradle (Chissa 2005)
- The Bala Family, Genesis (Bala Brothers/Chissa 2006)
- Sam Bridges & the Levite Camp, Some Bridges (Concord 2006)
- Nathi, Soze (Chissa 2006)
- Keiko Matsui, Moyo (Heart & Soul) (Shout Factory)